# Біатлон на зимових Олімпійських іграх 2022 — естафета (жінки)
Змагання з біатлону в естафеті серед жінок на зимових Олімпійських іграх 2022 відбулися 16 лютого в місті Чжанцзякоу (Китайська Народна Республіка).
Чинними олімпійськими чемпіонками були представниці збірної Білорусі, а Швеція і Франція на Іграх-2018 здобули, відповідно, срібну і бронзову медалі. Перед Олімпіадою відбулося чотири естафети в рамках Кубка світу 2021—2022. Дві з них виграла збірна Франції, одну — Швеція і одну — Норвегія. А ще Норвегія виграла Чемпіонат світу 2021 року.

## Результати
Перегони розпочалися о 15:45 за місцевим часом.
| Місце | Номер | Країна                                                                                              | Час                                       | Штраф (P+S)                          | Відставання |
| ----- | ----- | --------------------------------------------------------------------------------------------------- | ----------------------------------------- | ------------------------------------ | ----------- |
| 1     | 3     | Швеція · Лінн Перссон · Мона Брорссон · Ганна Еберг · Ельвіра Карін Еберг                           | 1:11:03.9 17:24.9 17:45.9 17:58.4 17:54.7 | 0+6 0+0 0+1 0+0 0+0 0+1 0+3 0+0 0+1  | —           |
| 2     | 2     | Олімпійський комітет Росії · Ірина Казакевич · Христина Рєзцова · Світлана Міронова · Уляна Кайшева | 1:11:15.9 17:41.3 17:02.5 18:38.9 17:53.2 | 1+7 0+1 0+1 0+1 0+0 0+0 1+3 0+0 0+1  | +12.0       |
| 3     | 5     | Німеччина · Ванесса Фоґт · Ванесса Гінц · Франциска Пройс · Деніз Геррманн                          | 1:11:41.3 17:24.4 18:05.3 18:16.5 17:55.1 | 0+6 0+0 0+0 0+0 0+2 0+1 0+1          | +37.4       |
| 4     | 4     | Норвегія · Кароліне-Оффіґстад Кноттен · Тіріль Екгофф · Іда Лієн · Марте Ольсбу-Рейселанн           | 1:11:54.6 17:38.0 18:59.2 17:47.5 17:29.9 | 2+8 0+0 0+0 0+2 2+3 0+0 0+1 0+1 0+1  | +50.7       |
| 5     | 7     | Італія · Ліза Віттоцці · Доротея Вірер · Самуела Комола · Федеріка Санфіліппо                       | 1:12:37.0 17:25.9 17:28.6 18:22.1 19:20.4 | 0+5 0+1 0+1 0+0 0+0 0+0 0+1 0+0 0+2  | +1:33.1     |
| 6     | 1     | Франція · Анаїс Бескон · Анаїс Шевальє · Жустін Брезаз-Буше · Жулья Сімон                           | 1:13:16.9 17:36.9 18:53.4 17:55.1 18:51.5 | 2+10 0+0 0+1 1+3 0+1 0+2 0+0 0+0 1+3 | +2:13.0     |
| 7     | 9     | Україна · Ірина Петренко · Юлія Джіма · Анастасія Меркушина · Олена Білосюк                         | 1:14:04.1 17:46.1 19:06.1 18:09.5 19:02.4 | 1+6 0+0 0+0 1+3 0+3 0+0 0+0          | +3:00.2     |
| 8     | 8     | Чехія · Ева Пускарчикова · Маркета Давідова · Джессіка Їслова · Луціє Харватова                     | 1:14:06.0 18:20.2 17:40.7 18:49.8 19:15.3 | 1+8 0+0 0+2 0+0 0+1 0+1 0+1 0+0 1+3  | +3:02.1     |
| 9     | 14    | Австрія · Дуня Здуц · Ліза-Тереза Гаузер · Анна Юппе · Катаріна Іннергофер                          | 1:15:07.6 18:13.0 18:12.3 19:51.3 18:51.0 | 3+7 0+0 0+0 0+1 0+0 2+3 0+0 0+0 1+3  | +4:03.7     |
| 10    | 16    | Канада · Емма Ландер · Меґан Бенкс · Емілі Діксон · Сара Бодрі                                      | 1:15:34.3 17:45.8 18:29.7 19:39.3 19:39.5 | 0+8 0+1 0+1 0+0 0+3 0+1 0+2 0+0 0+0  | +4:30.4     |
| 11    | 10    | США · Сьюзен Данклі · Клер Іган · Дідра Ервін · Джоанн Рід                                          | 1:15:51.3 18:44.8 19:04.1 19:17.1 18:45.3 | 2+9 0+0 0+0 0+2 1+3 0+0 1+3 0+0 0+1  | +4:47.4     |
| 12    | 18    | Китай · Тан Цзялінь · Чу Юаньмен · Дін Юйхуань · Мен Фаньці                                         | 1:16:11.5 18:05.2 18:37.9 19:44.2         | 1+5 0+0 0+1 0+0 1+3 0+0 0+0          | +5:07.6     |
| 13    | 6     | Білорусь · Олена Кривко · Дінара Алімбекова · Кручинкіна Олена Юріївна · Ганна Сола                 | 1:16:34.4 17:51.9 18:59.9 20:47.7 18:54.9 | 5+16 0+0 0+2 0+0 1+3 0+3 3+3 0+2 1+3 | +5:30.5     |
| 14    | 15    | Польща · Моніка Гойніш · Каміла Жук · Кінга Збилут · Анна Монка                                     | 1:17:12.1 18:06.0 20:04.3 19:33.1 19:28.7 | 1+10 0+2 0+1 1+3 0+1 0+0 0+3 0+0 0+0 | +6:08.2     |
| 15    | 12    | Естонія · Реґіна Ойя · Туулі Томінґас · Сузан Кюлм · Йоханна Таліхярм                               | LAP 18:18.9 19:36.8 18:42.6 LAP           | 0+1 0+3 0+2 2+3 0+1 0+0 3+3          | +9          |
| 16    | 13    | Фінляндія · Суві Мінккінен · Марі Едер · Еріка Янкя · Анастасія Кінунен                             | LAP 19:15.2 17:39.3 21:11.6 LAP           | 0+0 0+0 0+1 2+3 0+2                  | +9          |
| 17    | 17    | Японія · Фуюко Татідзакі · Сарі Маеда · Асука Хатісука · Юріе Танака                                | LAP 17:55.9 19:01.8 21:16.4 LAP           | 0+1 0+2 0+0 0+3 0+0 2+3 0+3          | +9          |
| 18    | 20    | Болгарія · Милена Тодорова · Марія Здравкова · Лора Христова · Даніела Кадева                       | LAP 17:36.7 21:04.7 LAP                   | 0+1 0+1 0+0 1+3 0+1 0+1              | +9          |
| 19    | 19    | Словаччина · Івона Фіалкова · Генрієта Горватова · Вероніка Нахинякова · Пауліна Фіалкова           | LAP 17:43.0 20:10.2 LAP                   | 0+1 0+2 0+3 0+2 2+3 0+1              | +9          |
| 20    | 11    | Швейцарія · Ірене Кадуріш · Лена Гекі · Селіна Ґаспарін · Емі Басерґа                               | DNF                                       | 0+2 0+1                              | +9          |